# Cupania diphylla
Cupania diphylla är en kinesträdsväxtart som beskrevs av Vahl. Cupania diphylla ingår i släktet Cupania och familjen kinesträdsväxter. Inga underarter finns listade i Catalogue of Life.